# Suzanne Kent
Suzanne Kent is een Amerikaans actrice.
De corpulente Kent debuteerde in 1973 met een rolletje in de misdaad-comedy Bad Charleston Charlie. Ze verscheen in vele andere films, waaronder History of the World, Part I, Honey I Blew Up the Kid en White Fang. Ook speelde ze vele gastrollen in televisieseries, waaronder in Taxi, WKRP in Cincinnati, Starsky and Hutch, Matlock en 7th Heaven.
De tune voor de comedyserie Taxi is geschreven voor Angela, het karakter dat ze vertolkte tijdens een gastoptreden in de serie.
Sinds 17 oktober 1982 is Kent getrouwd met scriptschrijver David Rosenberg. Ze hebben 2 kinderen.

## Filmografie
- Bad Charleston Charlie (1973) - Rol onbekend
- American Raspberry (1977) - Melissa
- Starsky and Hutch Televisieserie - Meid in discotheek (Afl., The Avenger, 1978)
- The Ordeal of Patty Hearst (Televisiefilm, 1979) - Dikke meid
- Like Norman People (Televisiefilm, 1979) - Dee
- WKRP in Cincinnati Televisieserie - Merciful Sister of Melody #3 (Afl., Preacher, 1979)
- Taxi Televisieserie - Angela (Afl., Blind Date, 1978|The Lighter Side of Angela Matusa, 1979)
- The Gong Show Movie (1980) - Diner Doll Myrtle
- Take This Job and Shove It (1981) - Charmaine
- History of the World, Part I (1981) - Prehistorische man
- Nice Dreams (1981) - Sidney, de impresario
- Pandemonium (1982) - Huilende vrouw
- The Man Who Loved Women (1983) - Rol onbekend
- Amazons (Televisiefilm, 1984) - Verpleegster Franklin
- Mass Appeal (1984) - Mickey Kelly
- Love Lives On (Televisiefilm, 1985) - Verpleegster Charlotte
- It's a Living Televisieserie - Rol onbekend (Afl., Amy Big Girl Now, 1985)
- St. Elsewhere Televisieserie - Verpleegster Pam Krassel (Afl., Family Feud, 1986|Time Heals: Part 1, 1986)
- Something in Common (Televisiefilm, 1986) - Vrouwelijke fan
- Nuts (1987) - Kaartspelende patiënte
- Promised a Miracle (Televisiefilm, 1988) - Mrs. Weeden
- The Boost (1988) - Helen
- CBS Schoolbreak Special Televisieserie - Sarah Lapidus (Afl., 15 and Getting Straight, 1989)
- On the Television Televisieserie - Verschillende rollen (Afl., All Grown Up, 1990)
- Dream Machine (Video, 1990) - Jean Davis
- Pee-wee's Playhouse Televisieserie - Mrs. René (6 afl., 1987-1990)
- Partners in Life (Televisiefilm, 1990) - Hongerige vrouw in riksja
- White Fang (1991) - Heather
- Matlock Televisieserie - Mona Hutchinson (Afl., The Assassination: Part 1, 1992)
- Matlock Televisieserie - Mariana (Afl., The Assassination: Part 2, 1992)
- Honey, I Blew Up the Kid (1992) - Echtpaar in Las Vegas
- The Gun in Betty Lou's Handbag (1992) - Dorpelinge
- Twin Sitters (1994) - Vrouw bedekt door linguini
- Another Midnight Run (Televisiefilm, 1994) - Colleen
- Working Televisieserie - Vrouw (Afl., Sliding Doors, 1999)
- Brother's Keeper Televisieserie - Bezorgster (Afl., Box of Stuff, 1999)
- Becker Televisieserie - Mrs. Gelman (Afl., P.C. World, 1999)
- Grosse Pointe Televisieserie - Verpleegster (Afl., Opposite of Sex, 2001)
- The Ellen Show Televisieserie - Klant (Afl., Vanity Hair, 2001)
- 7th Heaven Televisieserie - Mrs. Corning (Afl., Prodigal, 2001|Pathetic, 2002|The Ring, 2002)
- Red Riding Hood (2004) - Zigeunervrouw
- Less Than Perfect Televisieserie - Madeline (Afl., Riding in Cars with Falafel, 2004)
- Love Wrecked (2005) - Cinderella Venable
- Curb Your Enthusiasm Televisieserie - Verpleegster (Afl., Lewis Needs a Kidney, 2005)